# Boris Zachoder
Boris Władimirowicz Zachoder (ros. Бори́с Влади́мирович Заходе́р; ur. 9 września 1918, zm. 7 listopada 2000) – radziecki poeta, tłumacz, pisarz dziecięcy oraz scenarzysta. Pochowany na Cmentarzu Trojekurowskim w Moskwie.

## Wybrane scenariusze filmowe
- 1969: Kubuś Puchatek
- 1971: Kubuś Puchatek idzie w gości
- 1972: Kubuś Puchatek i jego troski
- 1980: Pustelnik i róża

## Literatura dziecięca
- Pustelnik i Róża
- Szara gwiazdka
- Szaraczek
- Bajka o tym, dlaczego kogut pieje trzy razy w ciągu nocy
- Lisi sąd
- Wilcza śpiewka

## Literatura
- Zachoder Borys, Pustelnik i róża, przeł. z jęz. ros. Natalia Usenko, "Spółka Wydawniczo-Księgarska", Warszawa, 1991 / Wydawnictwo "Raduga", Moskwa, 1991.
- Zachoder Borys, Szaraczek, przeł. z jęz. ros. Barbara Górna, Wydawnictwo "Małysz", Moskwa, 1981.
- Zachoder Borys, Wilcza śpiewka, przeł. z jęz. ros. Natalia Usenko, "Książka i Wiedza", Warszawa, 1988 / Wydawnictwo "Raduga", Moskwa, 1988.